# Франгова къща („Македономахи“ № 21)
Франговата къща (на гръцки: Οικία Φράγκου) е къща в град Воден, Гърция.
Къщата е разположена в традиционния квартал Вароша, на улица „Македономахи“ № 21. Собственост е на семейство Франгос. Изградена е в XIX век. В 1987 година като „пример за традиционната градска архитектура на XIX век“ е обявена за паметник на културата.